# Ветчинная могила

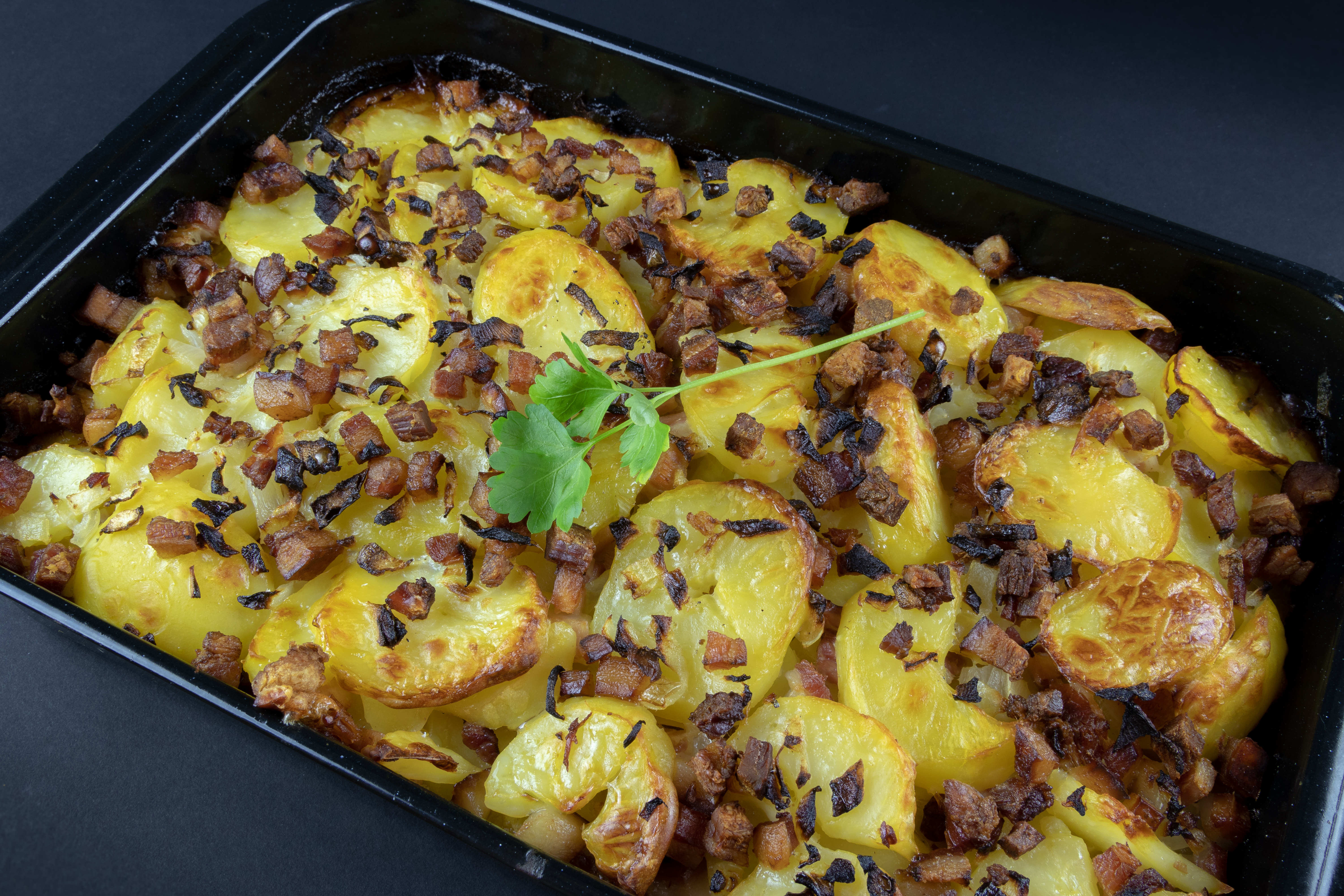
Ветчинная могила

«Ветчинная могила» (ши́нкенбегребнис, нем. Schinkenbegräbnis, также ветчинная смерть, ши́нкентод, нем. Schinkentod) — классическое блюдо вестфальской и рейнской кухни. Представляет собой запеканку с картофелем или макаронными изделиями с вестфальской ветчиной и салом. Блюдо задокументировано в кулинарных книгах с конца XIX века и возникло с целью утилизации остатков ветчины у кости.
Для приготовления «ветчинной могилы» копчёную или варёную ветчину и сало режут на мелкие кусочки и отваривают в воде. Мелко порезанный репчатый лук смешивают с кусочками ветчины и сала. Оставшийся бульон смешивают со сливками и яйцами, солят и перчат. Ветчинную смесь выкладывают слоями в форму для запекания слоями поочередно с отваренным в мундире и порезанным картофелем и заливают яично-сливочной смесью. Для блюда может использоваться сырой картофель, порезанный тонкими ломтиками. Сверху в запеканку добавляют сливочное масло и запекают в духовом шкафу. В летнем варианте «ветчинной могилы» вместо яично-сливочной смеси добавляют порезанные свежие помидоры и перед подачей украшают базиликом. Если блюдо готовят с макаронами, то их требуется предварительно отварить и обжарить в сливочном масле и залить в форме для запеканки с ветчиной соусом на основе ру с бульоном, жареным луком, сливками и пармезаном. Верхний слой «ветчинной могилы» с макаронами посыпают сыром, маслом и хлебной крошкой. «Ветчинную могилу» подают с салатом.